# Potlač

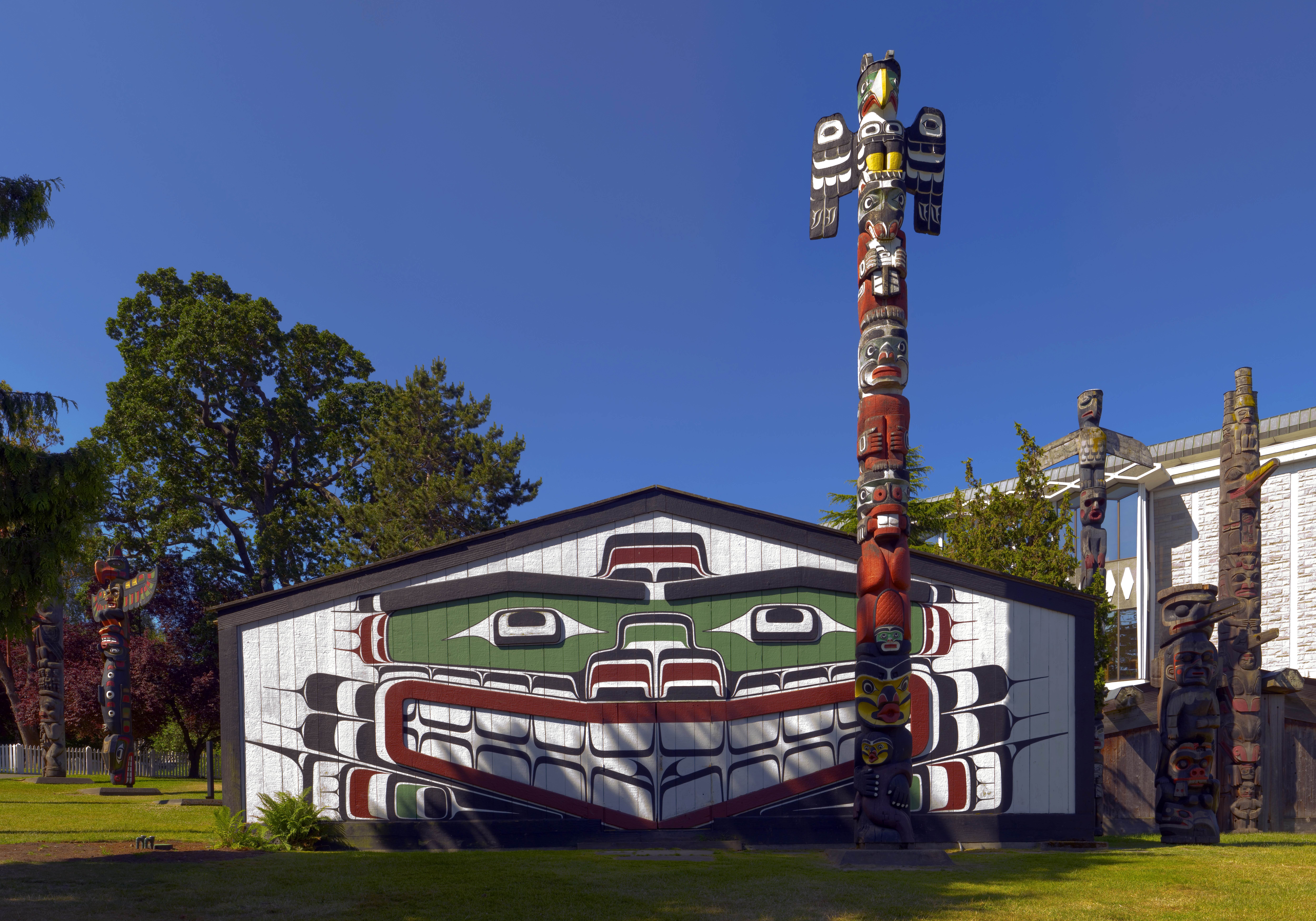
„Velký dům“ náčelníka Kwakwaka´wakwů, postavený ve Victorii v Britské Kolumbii v roce 1953

Potlač (anglicky potlatch, též potlach, v jazyce severoamerických indiánů Chinoků „rozdávání, dar“) je typ společenské slavnosti, spojené s rozdáváním nebo ničením darů na západním pobřeží Severní Ameriky. Studium různých druhů potlače hrálo velkou roli v etnologii a antropologii.

## Popis
Potlače se tradičně slavily u řady kmenů na severozápadním pobřeží USA a v Britské Kolumbii v Kanadě. Nejznámější z nich jsou Kvakiutlové, Haidové, Tlingitové, Pobřežní Sališové, Nutkové a Tsimšianové. Obřad se pořádal venku anebo v „dlouhém domě“ náčelníka, obvykle v zimním období, často při nějaké významné rodinné příležitosti (narození dítěte, svatba, dospělost). Hostitelem je hlava rodiny nebo náčelník, který sezve hosty a zahrnuje je dary, zároveň však očekává, že dary budou oplaceny, buďto přímo nebo na některém z příštích potlačů. Obdarovaný, který by dary neopětoval, se vystavoval posměchu a ztrátě cti. Potlače mohou být skromné, anebo i velmi prestižní a nákladné, která trvaly i několik dní. Součástí slavnosti bývá i hudba, tance a někdy i dramatické představení, při nichž herci v maskách inscenují kmenové mýty.

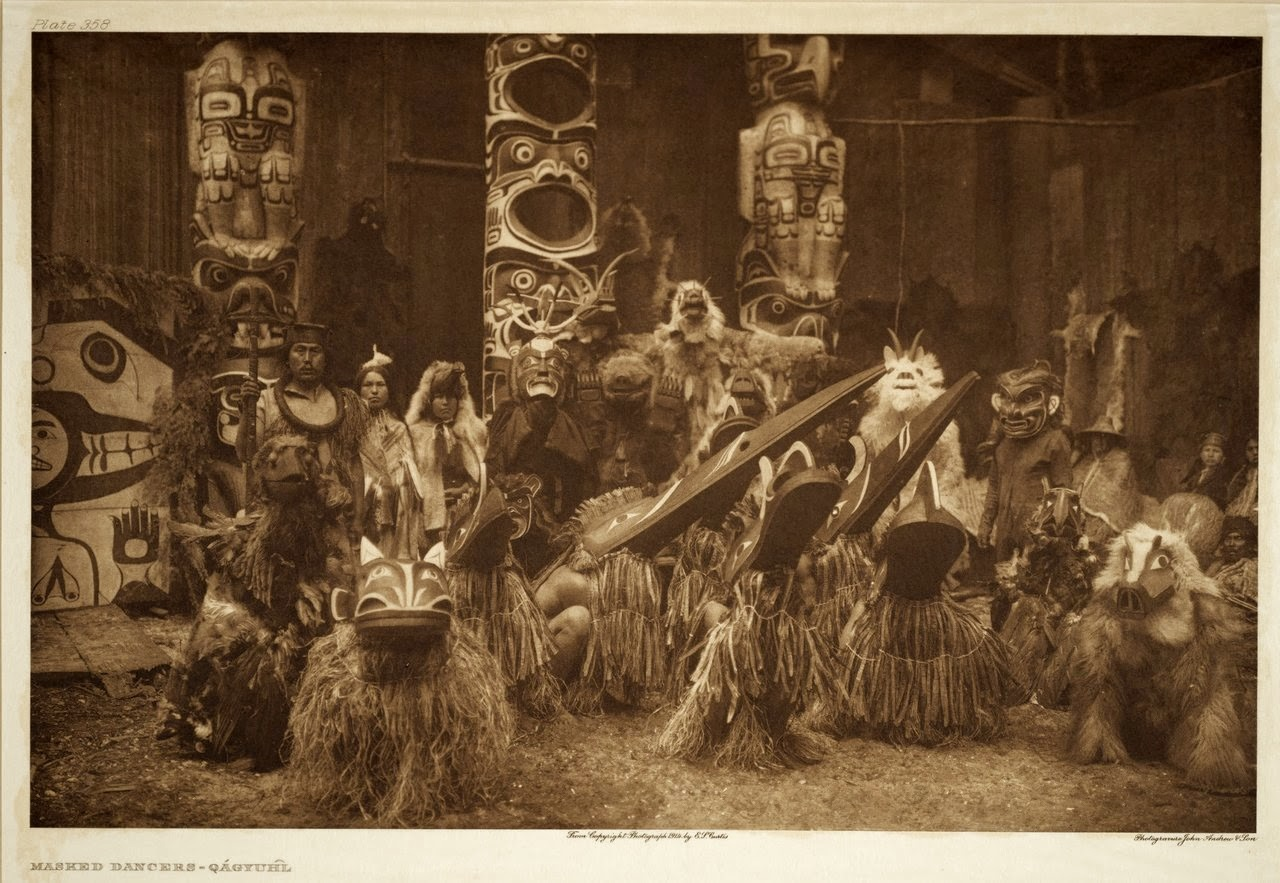
Indiánská slavnost (Foto E. S. Curtis, kolem 1900)

Potlačové dary mohou být trvanlivé potraviny (rybí či lachtaní tuk, sušené ryby), přikrývky, symbolické předměty (masky, zbraně a zejména měděné destičky či štíty, anglicky coppers), užitkové předměty jako kanoe, dříve i otroci nebo i právo tančit určitý tanec, zpívat píseň či připojit si ke jménu čestný titul. Při některých potlačích se část darů obětovala zemřelým předkům, a to spálením nebo hozením do moře. U severních kmenů (Kwakiutlové, Haidové) měly některé potlače soupeřivou povahu, kdy šlo hostiteli hlavně o zvýšení prestiže. Hostitel výmluvně vychválil své bohatství a začal jím obdarovávat své hosty. Ti museli s hostitelem držet krok a každý dar vhodně opětovat, jinak jim hrozila ztráta cti.
Pokud připravené dary hostiteli došly dřív než jeho hostům, podle některých popisů začal rozdávat kanoe, otroky nebo i své ženy, případně kanoe rozbíjel a otroky obětoval, což však byl ojedinělý akt zoufalství, nikoli pravidelná složka slavnosti. Po takovém ničení zruinovanému hostiteli nezbyl jiný způsob udržení cti než sebevražda.
U jižnějších kmenů (Pobřežní Sališové, Nutkové) byl důraz kladen spíše na upevnění společenství, nechyběla ovšem snaha o zvýšení vlastní prestiže, jež se zde nezískává okázalým předváděním vlastního bohatství, nýbrž velkorysostí, štědrým a nezištným chováním.

## Historie
Potlač byl důležitou součástí kultury zámožnějších kmenů. Začátkem 19. století, když do oblasti začali pronikat běloši, přinášeli výměnou za kožešiny laciné průmyslové výrobky (bavlněné přikrývky), takže množství „darů“ nesmírně vzrostlo. Z této doby pochází většina etnografických zpráv o potlačích. Potlače byly v Kanadě zakázány v roce 1884 formou dodatku k Zákonu o Indiánech, ve Spojených státech pak koncem devatenáctého století. Důvodem bylo zejména naléhání misionářů a vyslanců vlády, kteří je považovali za „více než zbytečný zvyk“, rozhazovačný, neproduktivní a v rozporu s „civilizovanými“ hodnotami.[zdroj⁠?!] Potlač byl považován za vážnou překážku asimilační politiky a obrácení na křesťanskou víru.[zdroj⁠?!] Domorodci je však přesto různě slavili, až roku 1951 byl zákaz zrušen a potlače dnes patří k turistickým atrakcím. Rodinného potlače se účastní až stovky lidí a náklady mohou dosáhnout 10 000 $.

## Smysl a výklady

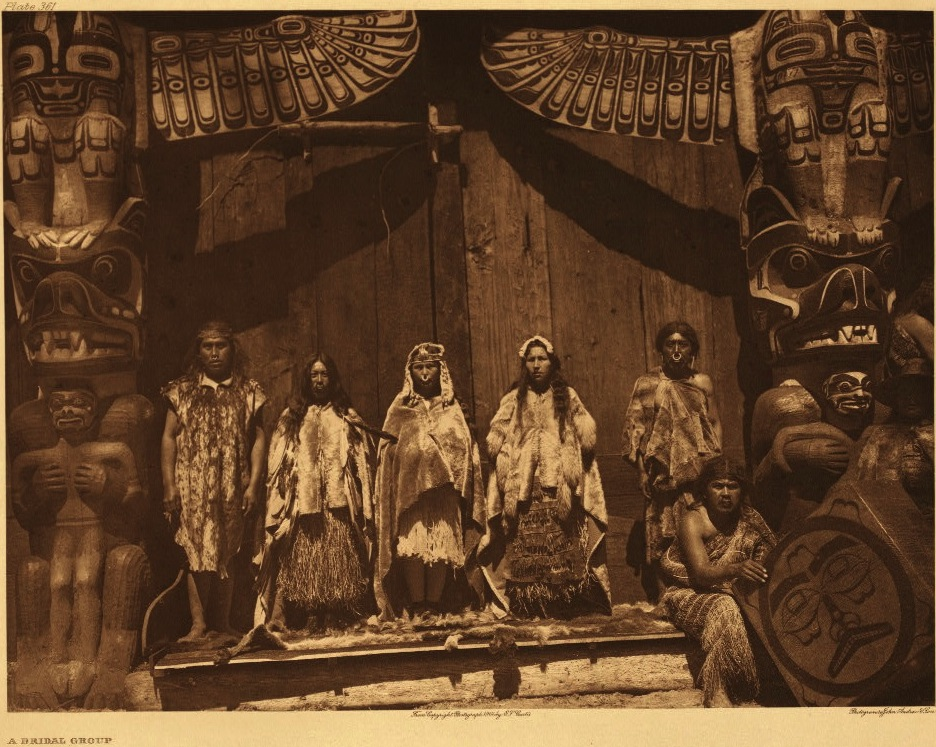
Indiánská slavnost (Foto E. S. Curtis, kolem 1900)

Někteří pozorovatelé pokládali potlač především za prostředek redistribuce bohatství. Jak se později ukázalo, jde spíš o výraz kmenové solidarity, soutěž o prestiž a společenské postavení. Na potlači a melanéské kule založil francouzský etnolog Marcel Mauss svoji slavnou knihu Esej o daru (1924), kde ukázal překvapivé rozšíření podobných obyčejů a obřadů v archaických společnostech všude po světě a jejich význam pro společenskou soudržnost. Jeho kolega Georges Davy ukázal význam potlače při přechodu lidských společností od příbuzenských vztahů ke vztahům smluvním. Potlač se stal také modelem pro některé moderní utopie „ideálního komunismu“ a „ekonomiky darů“ bez peněz, kde by si lidé vzájemně směňovali své výrobky a služby přímo, bez zprostředkování obchodem a trhem (Petr Kropotkin, Guy Debord).

## Potlach
Slovo potlatch se do němčiny i do češtiny přepisovalo i jako potlach. Tak začali nazývat čeští trampové v první polovině 20. století své srazy v osadách na Sázavě, na Berounce a jinde. V češtině se pak název obvykle vykládal lidovou etymologií jako odvozenina slovesa „tlachat“. Název potlach se používá pro trampské srazy dodnes.